# سونیا دولونه
سونیا دولونه (۱۳ نوامبر ۱۸۸۵ – ۵ دسامبر ۱۹۷۹ م) هنرمندی فرانسوی است که بیشتر زندگی هنری‌اش را در پاریس گذراند. او به صورت رسمی در روسیه و آلمان تحصیلات آکادمی‌اش را گذراند و سپس با مهاجرت به پاریس تمریناتش را در زمینه طراحی پارچه و صحنه و فشن ادامه داد. او جنبش ارفیسم را که به دلیل استفاده از رنگ‌های قوی و اشکال هندسی مشهور است، به همراه همسرش رابرت دولونه و دیگران پایه‌گذاری کرد. او از اولین زنان هنرمند زنده‌ای بود که در سال ۱۹۶۴ میلادی نمایشگاهی در موزه لوور داشت و در سال ۱۹۷۵ میلادی به عنوان افسر لژیون دونور منصوب شد.
آثار او در دیزاین شامل مفاهیمی مثل انتزاع گرایی هندسی است و همچنین تلفیق مبلمان، پارچه، پوشش دیوار، و لباس در تمرینات هنری او دیده می‌شود.

## زندگی‌نامه

### زندگی اولیه (۱۸۸۵–۱۹۰۴)
سارا الیونا استرن در ۱۳ نوامبر ۱۸۸۵ در شهر اودسا، که در آن زمان بخشی از امپراتوری روسیه بود، از پدر و مادری یهودی به دنیا آمد. پدرش سرکارگر یک کارخانه ناخن سازی مصنوعی بود.در دوران جوانی به پیش دایی خود هنری در سن پترزبورگ رفت. هنری، که وکیل و فرد ثروتمندی بود قصد داشت تا او را به عنوان فرزنخوانده انتخاب کند اما مادر سارا اجازه نداد اما با اینحال در سال ۱۸۹۰ میلادی توسط خانواده هنری به فرزندی پذیرفته شد. او بعد از فرزندخوانده شدن نام سونیا را برگزید و در خانواده‌ای با طبقه و امتیازات بالا تربیت شد. آنها در تابستان به فنلاند می‌رفتند و از تمام اروپا بازدید می‌کردند که دلیلی بر آشنایی سونیا با موزه‌ها و گالری‌های اروپایی بود.. هنگامی که ۱۶ سالش بود در مدرسه‌ای با امکانات خوب در سن پترزبورگ تحصیل کرد که در آنجا مهارتش در نقاشی مورد توجه معلمش قرار گرفت. در سن ۱۸ سالگی به پیشنهاد معلمش به مدرسه هنرهای زیبا در کارلسروهه در آلمان ثبت نام کرد و تا سال ۱۹۰۵ میلادی در آنجا به تحصیل پرداخت و بعد به پاریس نقل مکان کرد.